# Grammy Award for Best Alternative Jazz Album
Der Grammy Award for Best Alternative Jazz Album, auf Deutsch „Grammy-Auszeichnung für das beste Alternative-Jazz-Album“, ist ein Musikpreis, der 2024 von der amerikanischen Recording Academy eingeführt worden ist. Ausgezeichnet werden Interpreten, Produzenten und Techniker von Musikalben, die dem Genre Alternative Jazz zuzuordnen sind.

## Geschichte und Hintergrund
Seit 1995 hatte es keine neue Kategorie im Jazzbereich gegeben. Seitdem hatte es im Crossover-Bereich, der Vermischung mit anderen Genres, viele Entwicklungen gegeben, die bei den Grammy-Nominierungen nicht berücksichtigt werden konnten. Die verschiedenartigen Genreüberschneidungen werden unter der Bezeichnung Alternative Jazz zusammengefasst. Der Stil wird wie folgt beschrieben:

“Alternative Jazz may be defined as a genre-blending, envelope-pushing hybrid that mixes jazz (improvisation, interaction, harmony, rhythm, arrangements, composition, and style) with other genres, including R&B, HipHop, Classical, Contemporary Improvisation, Experimental, Pop, Rap, Electronic/Dance music, and/or Spoken Word. It may also include the contemporary production techniques/instrumentation associated with other genres.”

„Alternative Jazz kann definiert werden als Genre-verbindender, grenzerweiternder Hybrid, der Jazz (Improvisation, Interaktion, Harmonie, Rhythmus, Arrangement, Komposition und Stil) mit anderen Genres vermischt, darunter R&B, Hip-Hop, Klassik, zeitgenössische Improvisation, Experimentalmusik, Pop, Rap, Electronic, Dance und/oder gesprochener Vortrag. Darin eingeschlossen können auch die aktuellen Produktionstechniken / Instrumentierungen sein, wie sie mit anderen Genres verbunden werden.“

Ausgezeichnet werden Werke von Einzelmusikern, Duos, Gruppen, kleinen oder großen Ensembles und Musik mit oder ohne Gesang. Instrumentalalben aus dem etablierten Smooth Jazz verbleiben in der Kategorie Best Contemporary Instrumental Album.
Trophäen gehen an die Interpreten, die Produzenten und die Aufnahmetechniker, die für mehr als 50 % der Spielzeit auf dem Album verantwortlich sind. Gastmusiker und Produzenten / Techniker mit einem geringeren Anteil sowie die für Mastering und Immersive Audio verantwortlichen Spezialisten bekommen ein Zertifikat ausgehändigt.
Die erste Auszeichnung gewann Meshell Ndegeocello mit ihrem Album The Omnichord Real Book. Drei Jahre zuvor hatte sie bereits in einer R&B-Kategorie gewonnen. Auch die zweite Auszeichnung ging an Ndegeocello für das Album No More Water.

## Gewinner und Nominierte
| Jahr                 | Album / Interpret                                                                     | Produzenten (P) / Aufnahme (A)                                                                                                  | Nominierte | Bild des/der Gewinner(s) |
| -------------------- | ------------------------------------------------------------------------------------- | --- | --- | ------------------------ |
| 2024 4. Februar 2024 | The Omnichord Real Book von Meshell Ndegeocello Vereinigte Staaten                    | Josh Johnson (P), Chris Bittner (A), Hector Castillo (A)                                                                        | - Love in Exile von Arooj Aftab, Vijay Iyer, Shahzad Ismaily - Quality over Opinion von Louis Cole - SuperBlue: The Iridescent Spree von Kurt Elling, Charlie Hunter, SuperBlue - Live at the Piano von Cory Henry | Meshell Ndegeocello 2016 |
| 2025 2. Februar 2025 | No More Water: The Gospel of James Baldwin von Meshell Ndegeocello Vereinigte Staaten | Meshell Ndegeocello (P) *, Chris Bruce (P) *, Hector Castillo (A) *, Abe Rounds (A) *, Ariel Sharif (A) *, Justin Stanley (A) * | - Night Reign von Arooj Aftab - New Blue Sun von André 3000 - Code Derivation von Robert Glasper - Foreverland von Keyon Harrold                                                                                   | Meshell Ndegeocello 2016 |